# المسيحية في الإكوادور

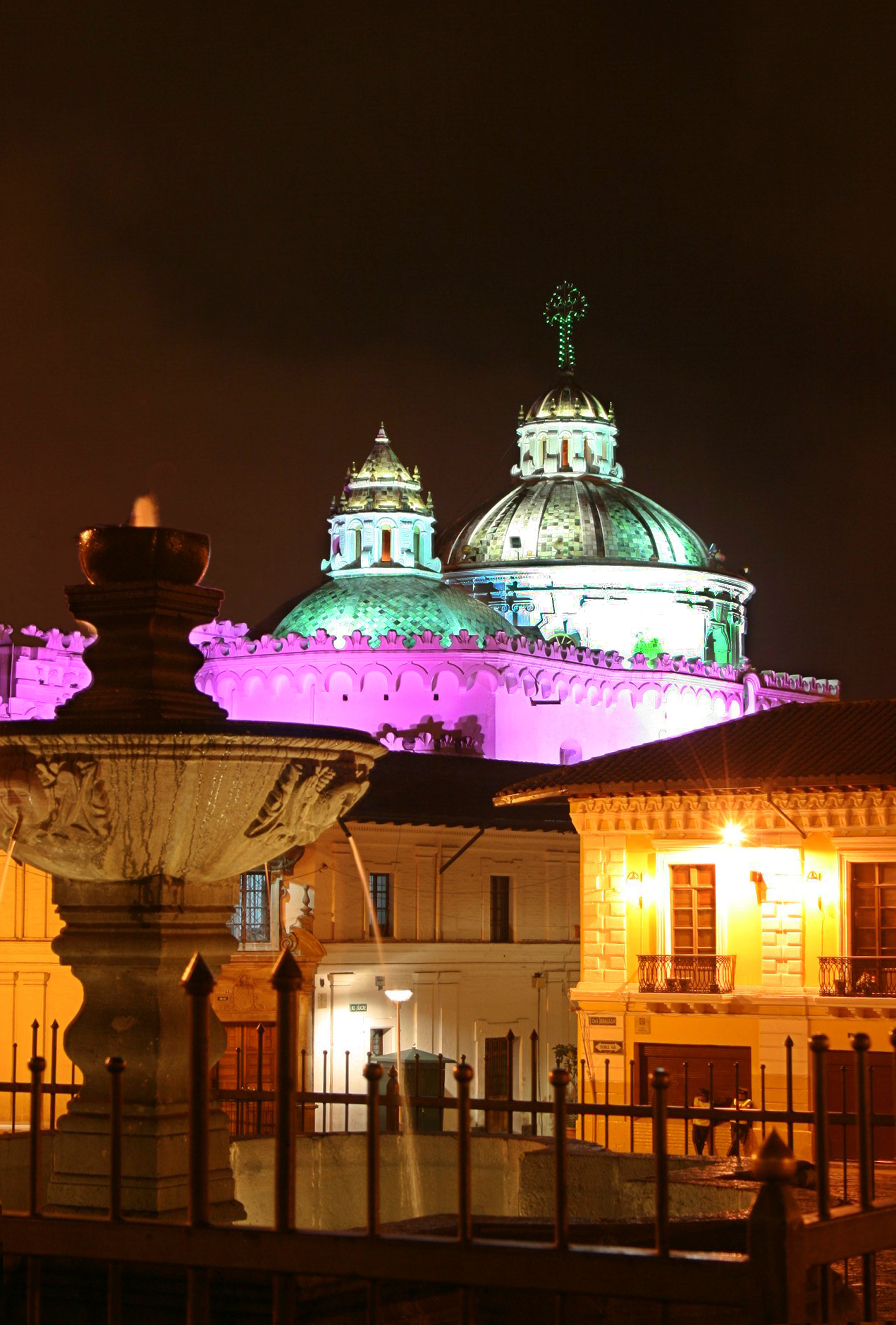
كنيسة دي لا كومبانيا اليسوعية في مدينة كيتو.

المسيحية في الإكوادور هي الديانة المهيمنة في البلاد حيث أن حوالي 92% من السكان هم مسيحيين. بحسب دراسة قامت مركز بيو للأبحاث عام 2014 وجدت أن البلاد تعتبر كاثوليكية في المقام الأول حيث أنَّ 79% من السكان هم من الكاثوليك، وتأتي في المرتبة الثانية البروتستانتية مع 13%، هناك تواجد في البلاد أيضًا لكنيسة يسوع المسيح لقديسي الأيام الأخيرة والكنيسة الأرثوذكسية الشرقية وشهود يهوه.
تُعد الإكوادور بلد ذات تقاليد كاثوليكيَّة هيسبانيَّة، والغالبية العظمى من مسيحيي البلاد من المتدينين حيث أنَّ حوالي 76% من مسيحيي الأكوادور يعتبرون للدين أهميَّة في حياتهم. وقد وجدت دراسة قامت بها مركز بيو للأبحاث عام 2014 أنَّ حوالي 38% من المسيحيين يُداومون على حضور القداس على الأقل مرة في الأسبوع. في حين أنَّ 63% من المسيحيين يُداومون على الصلاة يوميًا.

## تاريخ

### الحقبة الإستعمارية

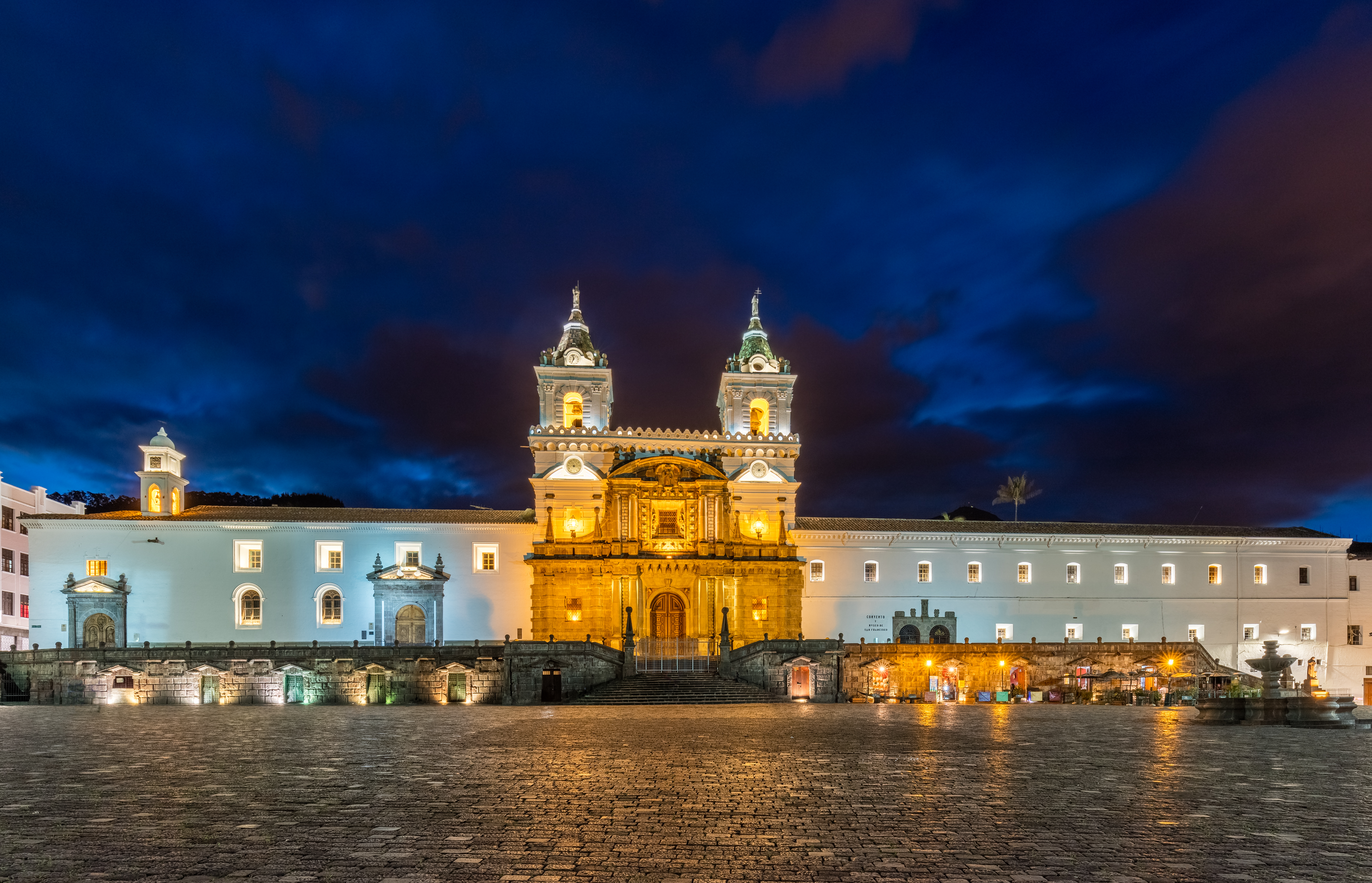
كنيسة القديس فرنسيس في مدينة كيتو: بُنيت في القرن السادس عشر.

يعود تاريخ الكنيسة الرومانية الكاثوليكية في الإكوادور إلى الحقبة الإستعماريَّة الإسبانيَّة واستمرت كأهم مؤسسة في الإكوادور في القرن الحادي والعشرين. وتعد الكاثوليكية هي واحدة من الموروثات الرئيسيَّة للحقبة الإستعماريَّة الإسبانية، إلى جانب الإسبانية كلغة الأمة. حيث أصبحت المنطقة جزءًا من أراضي الإمبراطورية الإسبانية، أنشئت العديد من التقاليد والهوية والعمارة الإكوادوريَّة خلال الفترة الإستعمارية. ولعب الكنيسة الكاثوليكية لعبت دورًا محوريًا في الحياة السياسيَّة والاجتماعيّة في الإكوادور منذ بداية الغزو الاسباني. حيث كانت الكاثوليكية جزءًا أساسيًا من الثقافة الإسبانية، والتي كانت تحدد روح ونظرة عالمها. دخل الأوروبيون الإكوادور لأول مرة مع فرانثيسكو بيثارو عام 1531 عندما كان يُسافر على طول الساحل في طريقه لغزو بيرو. بينما تحرك فرانثيسكو بيثارو للسيطرة على كاخاماركا الواقعة في بيرو، في عام 1532، انتقل قائد حرسه الخلفي، سيباستيان دي بينالكازار، إلى مملكة الإنكا في كيتو. في عام 1536 أصبحت كيتو مقر الحضور الملكي (منطقة إدارية) من أسبانيا وأصبحت جزءاً من نيابة الحكم عن بيرو. كما هو الحال مع بقية الأماكن التي استعمرها الغزاة الأسبان المسيحيون، قاموا بترسيخ المذهب الروماني الكاثوليكي في كيتو. تم بناء الكنيسة الأولى إل بيلين قبل أن يتم تأسيس المدينة رسمياً، وفي يناير عام 1535 تم تشييد دير سان فرانسيسكو وقد تم بناء تقريباً أول عشرين دير وكنيسة خلال الفترة الاستعمارية. ونتيجة لذلك بدأ العديد من السكان المحليين في الدخول إلى الديانة المسيحية.
مع السيطرة الإسبانية على البلاد سُرعان ما تم إرسال المبشرين من الفرنسيسكان، والدومنيكان، والأوغسطنيين للبلاد، للعمل في تحويل السكان الأصليين إلى الديانة المسيحية. بدأ الأوغسطينيون في بناء ديرهم الأول في كيتو في صيف عام 1573، بينما وصل اليسوعيون في يوليو عام 1586. سرعان ما انتشر الفرنسيسكان، بالاعتماد على تجربتهم في المكسيك، بين قبائل سييرا وسرعان ما قاموا بتدريس ما يقرب من ثلثي الناس في تلك المنطقة، بما في ذلك سكان أوتافالو الأصليون المشهورون. ووصل الدومينيكان في أوائل عام 1541، ورافقوا رحلة غونثالو بيثارو الاستكشافية، وظلّ الدومينيكان يعملون بين قبائل الغابة الإكوادورية. كان من الأمور المركزية في مهمة التبشير بالإنجيل للسكان الأصليين إنشاء مدرسة توفر معظمها تعليمًا ابتدائيًا مجانيًا. وأسس الرهبان مئة وعشرين مستشفى في أول مئة سنة من الحقبة الإستعمارية، كان يخدم بعضها الإسبان فقط ولكن خدم معظمها حصرًا السكان الأصليين. وكانت هذه المستشفيات بالنسبة للهنود ذات أهمية خاصة لأن الأوبئة إلى موت عدد لا يحصى من الهنود بعد الغزو الإسباني. وفي نفس الفترة التي تم فيها إنشاء التسلسل الهرمي الأسقفي، قدم إلى البلاد رهبان من جمعية يسوع أو اليسوعيين، وهو نظام ديني جديد يقوم على مبادئ جديدة، وتميز اليسوعيون بالكفاءة حيث كان لديهم معايير عالية لقبول أعضائها إلى جانب سنوات من التدريب. وطفقوا في أنحاء إسبانيا الجديدة يؤسسون المدارس والكليات والمكتبات. درّس اليسوعيون الفلسفة واللاهوت، إضافة إلى العلوم التطبيقية الحديثة في ذلك العصر، وساندوا النزعة الإنسانية بل كانوا «محركي الثقافة الإنسانية المعاصرة في الفلسفة»، وشددوا على أهمية التكافل والتعاضد بدلاً من التقاتل.

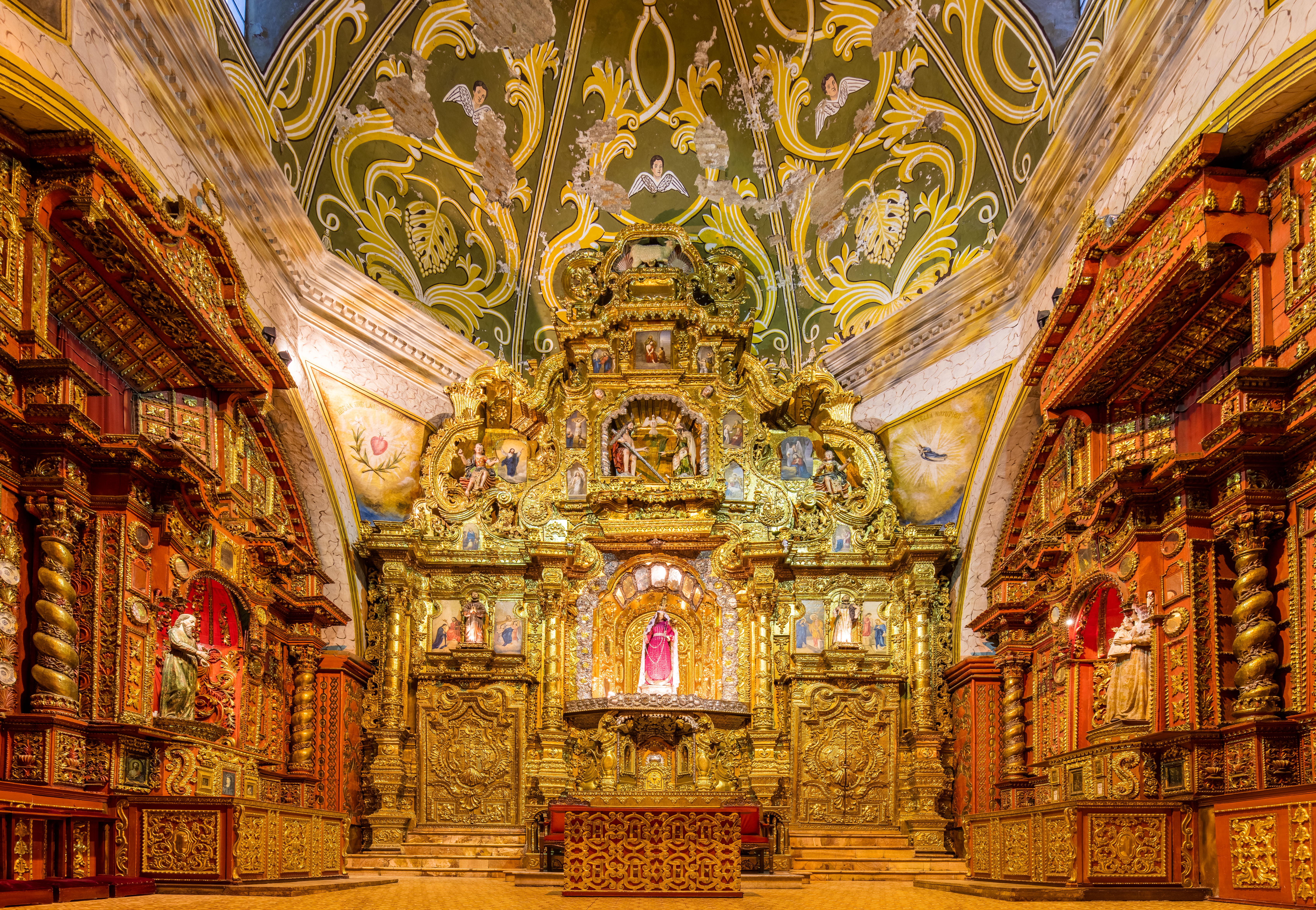
كابيلا سان دومنيغو في مدينة كيتو: وهي من مآثر الحقبة الإستعماريَّة.

في القرن السادس عشر تأسست محاكم التفتيش البيروفيانية والتي شملت أراضي الإكوادور وكانت امتدادًا لمحاكم التفتيش الإسبانية في المستعمرات. ولم يكن الفتح الإسباني للإكوادور حدثًا سياسيًا للإسبانيا فحسب، بل حدث ديني أيضًا. نظمت محاكم التفتيش البيروفيانيَّة أول موكب أوتو دا في في 9 يناير سنة 1570، وظلت تمارس تفتيشها في العقائد حتى سنة 1820، كما حظر على غير الكاثوليك الهجرة إلى أقاليم ما وراء البحار الإسبانية، حيث كان يحتاج المهاجرون إلى الحصول على رخصة سفر التي ذكرت أنهم من خلفيَّة كاثوليكيَّة نقيَّة. حيث كان الاعتقاد السائد آنذاك أن العديد من المسيحيين الجدد من ذوي الأصول اليهودية والمسلمة يمارسون شعائر أديانهم القديمة سرًا، وأن عددًا كبيرًا من هؤلاء المسيحيين الجدد كانوا يبطنون اليهودية. ومن هنا أُدخل هذا المصطلح كي يميز «المسيحيون القدامى» أنفسهم عن المتنصرين وذريتهم، الذين كانوا يعدون في نظر الكنيسة والمسيحيين القدامي خطرًا على الإيمان الكاثوليكي القويم، ويُنظر إليهم كهراطقة محتملين. وقد كان المسيحيون الجدد من ذوي الجذور المسلمة يسمون بالموريسكيين، بينما يلقب ذوو الجذور اليهودية بالمارانوس، وتعني «الخنازير». ومع ذلك، أنتشر اليهود والمسلمين المتحولين إلى المسيحية في كافة مستعمرات الإمبراطورية الإسبانية والإمبراطورية البرتغالية في أمريكا اللاتينية وأندمج البعض مع السكان المحليين الكاثوليك مما نتج عن جماعات كاثوليكية عبرانيّة، في حين أندمجت الغالبية في الثقافة الكاثوليكية الهيسانية.
كان للرجال الدين (ولكن ليس الراهبات) امتيازات كنسيَّة يطلق عليها باسم فويروس (بالإسبانيَّة: fueros)، والتي تعفي رجل الدين من المحاكم المدنيَّة، بغض النظر عن الجريمة، ولكن يتم محاكمتهم في المحاكم الكنسيَّة. ويعني هذا الفصل بين الولايات القضائيَّة بالنسبة للمجموعات المختلفة أنَّ للكنيسة سلطة مستقلة كبيرة. في أواخر القرن الثامن عشر، كان أحد إصلاحات بوربون هو إزالة هذا الفويروس، مما جعل رجال الدين يخضعون للمحاكم المدنية. وكان أعضاء الطبقة العليا من التسلسل الهرمي الكنسي، وكهنة الرعية، والقساوسة الذين عملوا في مؤسسات دينية مثل المستشفيات، يحصلون على دخل محترم.

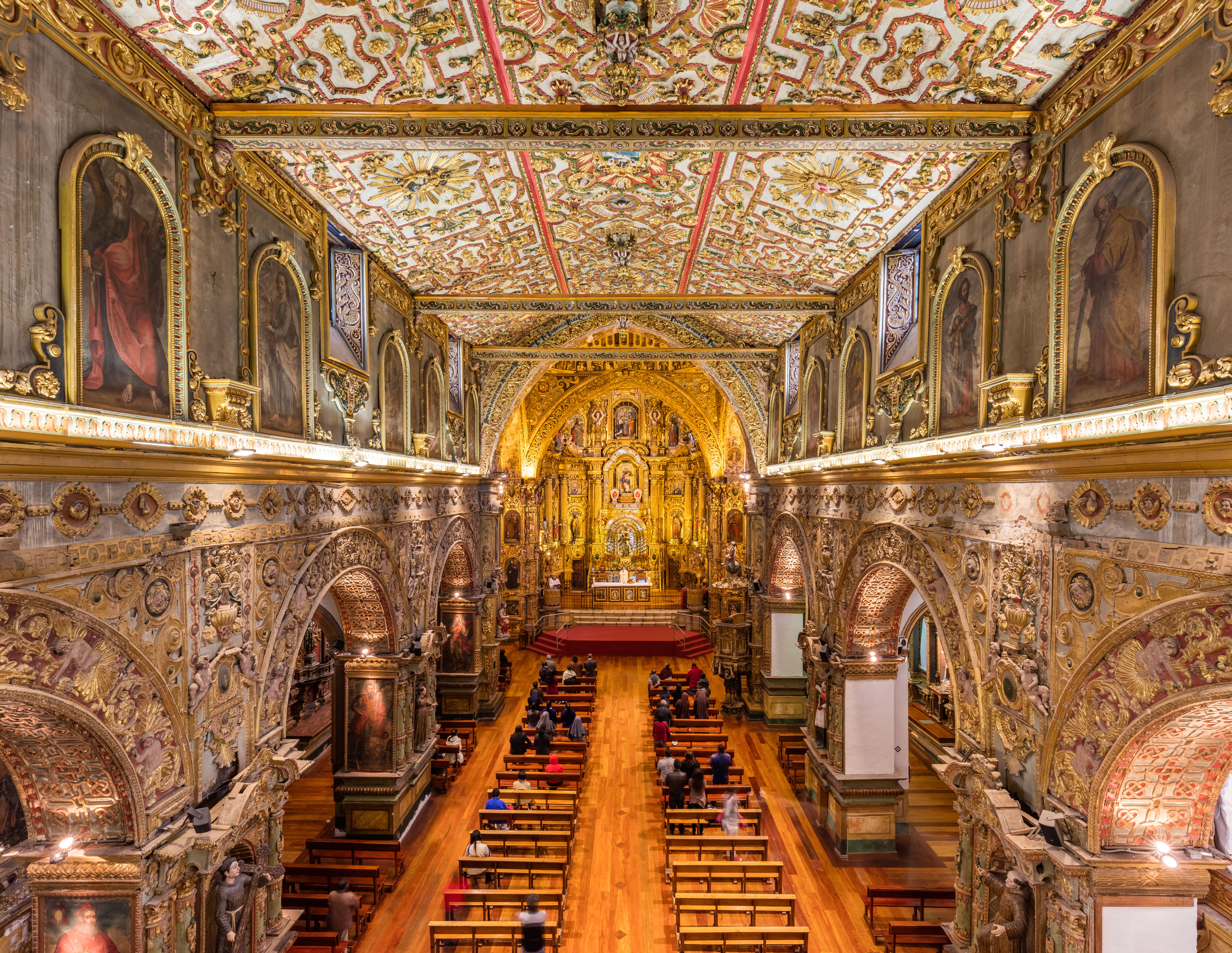
كنيسة ودير مار فرنسيس في مدينة كيتو.

بحلول نهاية القرن الثامن عشر، أصبحت كيتو مركزًا للنخبة الفكرية والسياسية. ساعد الأسقف خوسيه بيريز كالاما (1790-1792)، صديق ومعلم ميغيل إيدالغو إي كوستيا من المكسيك، في إعادة تنظيم دراسات جامعة سانتو توماس الدومينيكية وفقًا للفلسفة الجديدة. كان أوجينيو إسبيخو قد قام بنشر أفكاره السياسية عن التحرر الكامل، وبينما كان الرهبان قلقين من البديل السياسي، الا أنهم كانوا يتوقون إلى اليوم الذي يمكنهم فيه الاستمتاع بانتخابات حرة. كان خوسيه خواكين دي أولميدو يصوغ المشاريع التي من شأنها أن تجعله مشهورًا في كورتيس قادس. نشّط الكاثوليك في كيتو بأفكار جديدة، وكانوا من بين أول من طالب بالاستقلال عن إسبانيا. وتم إطلاق أول بيان للحرية في 10 أغسطس من عام 1809 في دير كيتو الأوغسطيني. بعد إعلان استقلال المنطقة عن إسبانيا، تم انتخاب أسقف كيتو، خوسيه دي كويرو وكيسيدو، نائبًا لرئيس المجلس العسكري الوطني الأول، ثم رئيسًا لاحقًا. خدم الكهنة والرهبان كأول المشرعين وكتب القس ميغيل رودريغيز، تلميذ سانتا كروز إي إسبيجو، المسودة الأولى للدستور.
على الجانب الآخر قام أسقف كوينكا التي أقيمت عام 1769 والذي كان يدعم النظام الملكي، بمحاربة نشاط الكهنة الوطنيين في أبرشيته وقام أيضًا بإيواء الكهنة المتعاطفين مع الحكم الملكي الإسباني في كيتو. ومع تأرجح ثروات الحرب الأهلية ذهابًا وإيابًا، تم طرد كويرو وكايسيدو من كيتو، وسرعان ما تبعه قادة وطنيون آخرون. تم تنصيب قادة على الكنيسة متعاطفين مع النظام الملكي من قبل الحكام الإسبان والذين أجبروا الأساقفة الوطنيين على الفرار من البلاد. في 24 مايو 1822، هُزم الملكيون على منحدرات جبل بيتشينشا على يد القوات الكولومبية التي ضمت ببساطة أودينسيا الإكوادور، مُشكلة بذلك كولومبيا الكبرى التي تكونت من الإكوادور وكولومبيا وفنزويلا. وفي وقت نشأتها، كانت كولومبيا الكبرى تعتبر من الدول المتقدمة على سائر دول القارة الجنوبية، إذ تمتعت بازدهار ثقافي وسمعة مرموقة عالية المستوى، حتى أن جون كوينزي آدامز وزير خارجية الولايات المتحدة الأمريكية وقتها - ورئيسها المستقبلي - عدَّها من أقوى الأمم في هذا العالم. بل وأضاف: "الرونق التي حظت به المكانة والقامة الرفيعة لشخصية سيمون بوليفار، نتج عنه حراك متأثر ينادي بالاستقلالية في كوبا وجمهورية الدومينيكان وبورتو ريكو راغبين في تكوين ارتباط دولي مع الجمهورية الكولومبية.

### الاستقلال

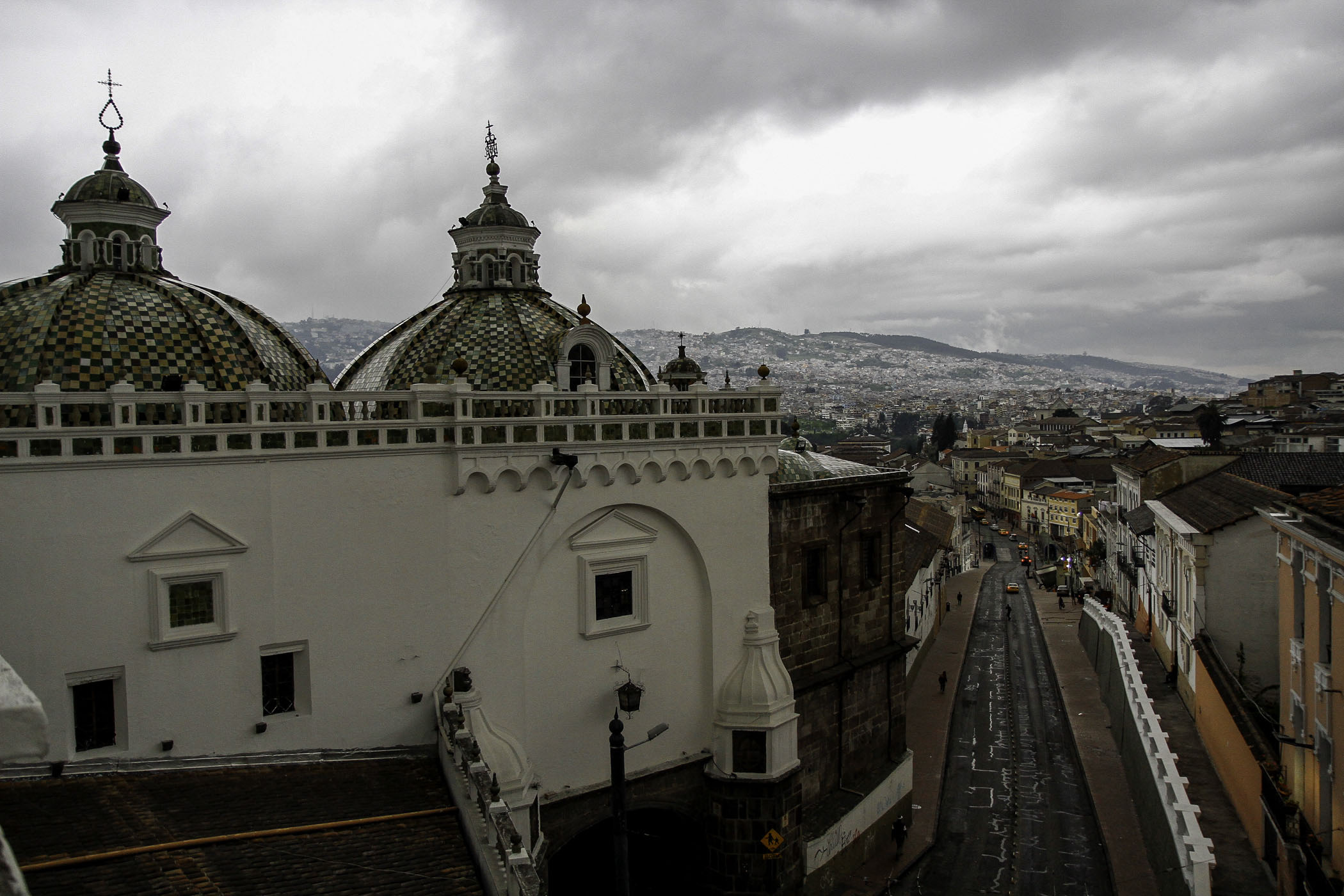
دير القديس دومينيك في مدينة كيتو.

في 9 أكتوبر 1820، أصبحت مدينة غواياكيل أول مدينة تحصل على الاستقلال في الإكوادور من الإمبراطورية الإسبانية. في وقت الاستقلال انقسم رجال الدين الكاثوليك بين أولئك الذين دعموا الملك (واقعي) وأولئك الذين فضلوا الاستقلال المطلق (الوطنيون). وفضل رجال الدين من الأساقفة والنخب الكنسيَّة دعم الخيار الأول، في حين أن كهنة الرعايا والرهبانيات فضلت الخيار الأخير. وتشير البحوث إلى أن الدور الذي لعبه رجال الدين في الاستقلال كان حاسمًا، لأنه ساهم في تعبئة وتجنيد الناس (بسبب تأثيرها الملحوظ على الشعب)؛ بل وعمل القساوسة كقادة عسكريين. واتسم القرن التاسع عشر للإكوادور بحالة من عدم الإستقرار، وحظي جابرييل جارثيا مورينو موحد البلاد في عام 1860 بدعم من الكنيسة الرومانية الكاثوليكية. وجلب صعود الليبراليين في عام 1905 سلسلة من القيود الصارمة على الامتيازات الخاصة بالكنيسة الرومانية الكاثوليكية. وقامت الدولة بالاعتراف الدولة بحرية وجود الديانات الأخرى في البلاد، وأنشأت نظامًا للتعليم العام، واستولت على معظم ممتلكات الكنيسة الريفيَّة. وبالإضافة إلى ذلك، ألغى التشريع العشور رسميًا (على الرغم من استمرار العديد من أصحاب المزارع في جمعها).
مع استقلال البلاد اعتمدت الأمة الجديدة على الكنيسة كقوة متماسكة وحيدة. بينما أُجبر القادة السياسيون على استخدام الكنيسة ومؤسساتها، شعروا أيضًا بأنهم مضطرون إلى إرضاخها لإرادة وسلطة الدولة. وكانت أداة هذه السيطرة هي الدستور الملكي لعام 1824. وبموجب هذه الوثيقة، انتقلت جميع التعيينات الكنسية إلى سلطة الدولة. كما قامت الدولة بإملاء الكتب المدرسية التي يمكن استخدامها في المعاهد الدينية. كما أشارت الوثيقة إلى أنه لا يُمكن تنفيذ المراسيم الكنسية، ولا حتى قرارات المحاكم الأسقفية، ما لم يتم «تنقيحها» أولاً من قبل محامٍ معين من قبل الدولة. وبموجب الدستور الجديد، أصبحت الكنيسة خاصغة للدولة، وبالتالي تضاءل الحماس بين رجال الدين. ومع ذلك، على الرغم من ذلك، ظل الرهبان الكاثوليك أفضل المعلمين في الإكوادور وكانت مدارسهم تخرجّ النخبة السياسية والاجتماعية والاقتصادية.
خلال حقبة الاستقلال سُمح للقساوسة البروتستانت، وخاصةً الإنجليكان والمشيخيين من المملكة المتحدة، للدخول إلى البلاد والتبشير فيها. ومُنح البروتستانت كامل الحرية في العمل وعندما احتج الأسقف أرتيتا من كيتو، تم تغريمه وتغريم مستشاريه الأبرشيين 2,000 بيزو. قام الراهب الفرنسيسكاني فيسنتي سولانو بحملة صحفية دفاعًا عن الكنيسة الكاثوليكية في عام 1828 واستمرت حتى وفاته في عام 1865 ضد سيطرة الحكومة عليها ورفضه للتقليد الذي يسمح للحكومة باختيار قادة الكنيسة. وبينما دافع فيسنتي سولانو عن مصالح الكنيسة، دافع غابرييل غارسيا مورينو (توفي عام 1875) عن شعب الإكوادور من القوى التي تفسد بلاده. وأدت المفاوضات مع الكرسي الرسولي إلى اتفاق عام 1866، ورُحب بالنائب البابوي الأول في الإكوادور، وأقام أبرشيات إيبارا وبوليفار ولوجا وبورتوفيجو، وأصلح الرهبانيات الدينية، وقام بتجنيد الرهبان للقيام بتعليم شباب الإكوادور. كان النائب البابوي مورينو مسؤولاً إلى حد كبير عن تشجيع بنات الأعمال الخيرية على توظيف العاملين في مستشفيات الأمة وللمساعدة في تعليم السكان الأصليين.

### العصور الحديثة

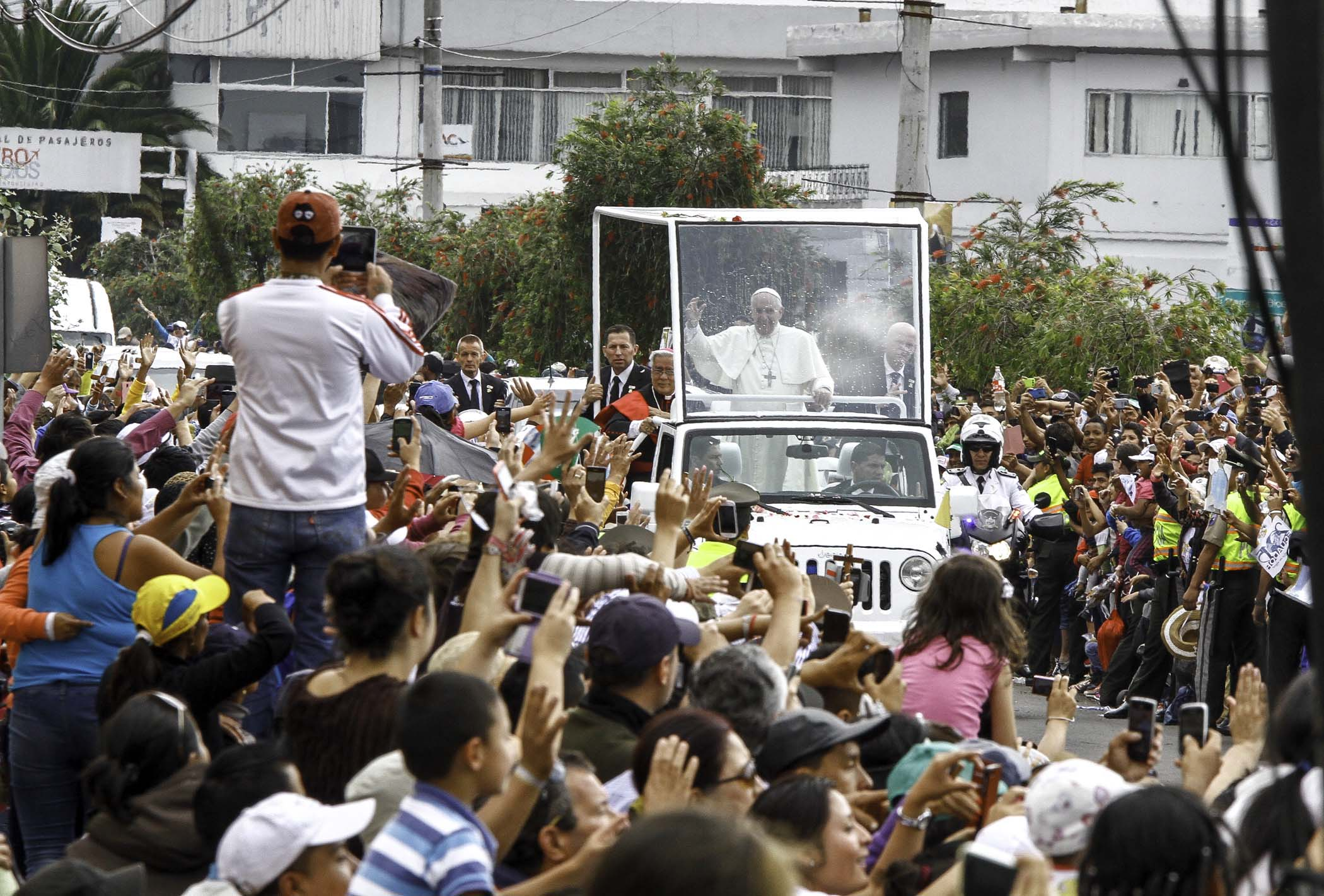
حشود تستقبل البابا فرنسيس خلال زيارته لمدينة كيتو عام 2015.

في عام 1895 بعد سلسلة من الفضائح من قبل القيادة المحافظة، وصل الليبراليون إلى السلطة في شخص إلوي ألفارو. على مدار الخمسة عشر عامًا التالية، أصبح ألفارو الشخصية المهيمنة في البلاد، وقام بتغير الوجه الديني للإكوادور. خلال هذه الرئاسة قام بعدد من التغييرات، من بينها حرية التعبير وتقنين الزواج المدني والطلاق، وقام بكسر الاتفاق مع الكرسي الرسولي، وقمع تأثير الكنيسة الكاثوليكية أثناء وجوده في المنصب، وحارب الكاثوليك المحافظين، ومنع الرهبانيات الدينية الأجنبية من دخول البلاد، ولفترة من الوقت تم استبعاد حتى الكهنة الأجانب من التعليم في المدارس الخاصغة لسيطرة الدولة، تم إلغاء ضريبة الأملاك والعُشر. واستولى على الكثير من ممتلكات الكنيسة وطرد الرهبانيات الدينية وحظر إنشاء أي أديرة أو أديرة جديدة. عارض رئيس أساقفة كيتو فيديريكو غونزاليس سواريز محاولاته لعلمنة المجتمع الإكوادوري. في عام 1904 تم منع الرهبان من إدارة ممتلكاتهم الخاصة وبعد أربع سنوات تمت مصادرتها دون تعويض.
في عام 1906 صُدر مرسوم الفصل الكامل بين الكنيسة والدولة مع ضمان الحرية الدينية. لكن الكنيسة الكاثوليكية تعرضت للتمييز وحُرمت من حق التأسيس أمام القانون. في عام 1902، أصبح شكل الزواج المعترف فيه مدنياً وفي عام 1910 تم السماح بالطلاق بالتراضي. أدى تقنين الطلاق، بالإضافة إلى مرسوم عام 1935 الذي أعلن أن الكنيسة بدون تمثيل قانوني أو حماية، إلى ثورة وشيكة، واضطرت الحكومة إلى التفاوض مع روما من أجل تفاهم جديد. في 24 يوليو من عام 1937، تم التوقيع على تسوية مؤقتة بين الكرسي الرسولي والإكوادور حلت العديد من الصعوبات الرئيسية وأدت إلى فترة من الانسجام. واستؤنف التمثيل الدبلوماسي بعد انقطاع دام أكثر من 40 عامًا، وسُمح للكنيسة بالتمثيل القانوني في ظل ظروف معينة، ودُفع للكنيسة مبلغًا صغيرًا كتعويض عن الممتلكات المأخوذة منهم في عام 1908، وسُمح للكرسي الرسولي مرة أخرى بتعيين أساقفة مباشرة بعد إبلاغ الحكومة باختيارهم وقام دستور عام 1945 (ودستور 1979) بترسيخ حق حرية الدين وفصل الكنيسة عن الدولة.
مع التغيرات الاجتماعية في الستينات والسبعينيات والثمانينات من القرن العشرين، أصبح الأساقفة الكاثوليك في البلاد نشطين بشكل متزايد في دعم التغيير الاجتماعي. حيث قام قادة الكنيسة بتنظيم حملات محو الأمية بين السكان الأصليين، إلى جانب توزيع الأراضي المتبقية للمؤسسات الاجتماعية، ومساعدة الفلاحين في الحصول على سندات ملكيَّة الأراضي، والمجتمعات المحلية على تكوين تعاونيات. في السبعينيات والثمانينيات من القرن العشرين، تبنى الأساقفة وضعًا وسطيًا في القضايا الاجتماعية والسياسية. حيث أكدَّت الأسقفية أن سياسة الحكومة أدت إلى حالات بؤس للكثير من أبناء المجتمع الإكوادوري. كما أدّعى الأساقفة أنَّ سياسة التنمية الاقتصادية في السبعينيات وأوائل الثمانينيات قد وسعت الفجوة بين الأغنياء والفقراء. لكن في الوقت نفسه، حذر الأساقفة رعاياهم من الكاثوليك من استخدام النظريات الماركسية حول المجتمع أو تأييد العنف أو الصراع الطبقي. أدّى دعم الكنيسة للإصلاح الاجتماعي إلى حالة من الصراع مع السلطات الحكومية. في عام 1976، على سبيل المثال، ألقت الشرطة القبض على ليونيداس بروانو فيلالبا أسقف ريوبامبا والناقد الأسقفي الأكثر صراحة للمجتمع الاكوادوري وسياسة الدكتاتور غييرمو رودريغيز، إلى جانب ستة عشرة أسقف أمريك لاتيني من الذين كانوا يحضرون مؤتمر الكنيسة في مقاطعة تشيمبورازو. بعد أن اتهمهم وزير الداخلية بالتدخل في السياسة الداخليَّة لإكوادور ومناقشة المواضيع الهدامة، وأصدر وزير الداخلية بروانو بطرد الأساقفة الأجانب من البلاد. شكل بعض الكاثوليك مجموعات هامة لدعم القضايا المحافظة. فعلى سبيل المثال، دعت لجنة الشباب المسيحيين من أجل الحضارة المسيحية إلى إلغاء قوانين الإصلاح الزراعي كونها قوانين «معادية للمسيحية».

## الطوائف المسيحية

### الكاثوليكية

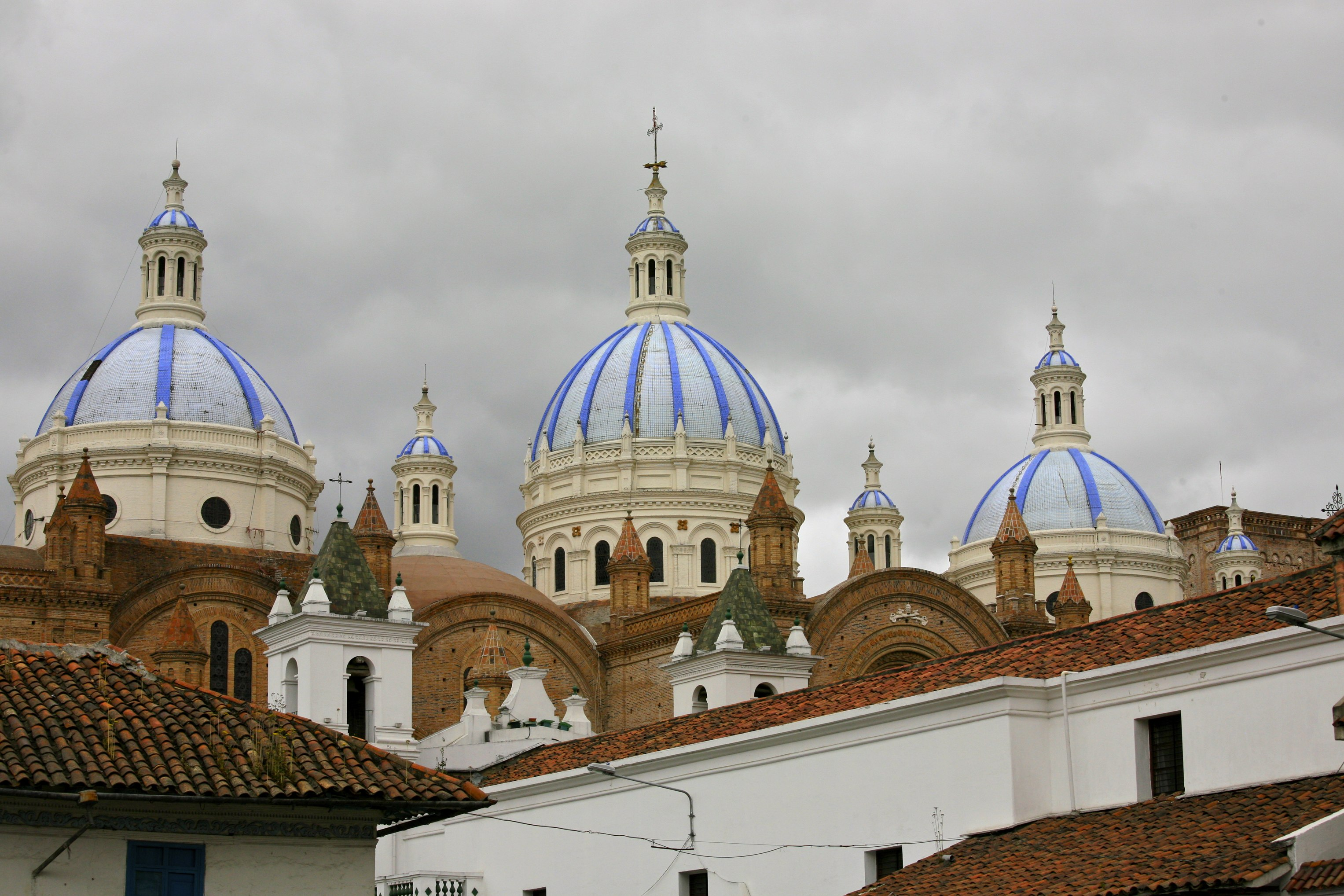
قبة كاتدرائية دي لا إنيمّكولاتا كونسيبسيون في مدينة كوينكا.

منذ الإستعمار الإسباني، أصبحت الإكوادور بلد كاثوليكي. وكانت الكنيسة الكاثوليكية وما زالت تحتل مكانًا هامًا في الحكومة الإكوادورية والمجتمع الإكوادوري. بعد دستور عام 1869، أصبحت الكاثوليكية الدين الرسمي للدولة وكان يحق فقط للكاثوليك الحصول على الجنسية. في عام 1899، قامت الحكومة الليبرالية بقيادة الفارو بوضع دستور جديد يحترم جميع الأديان ويضمن حرية اختيار الدين. وأصبح التعليم العام خالي من التأثير الديني. ومع ذلك، فالمدارس الكاثوليكية الخاصة لا تزال موجودة وحاضرة بقوة.
الكنيسة الكاثوليكية الإكوادوريَّة هي جزء من الكنيسة الكاثوليكية العالمية في ظل القيادة الروحية للبابا في روما ومجلس الأساقفة الإكوادوري. بحسب دراسة قامت مركز بيو للأبحاث عام 2014 وجدت أن البلاد تعتبر كاثوليكية في المقام الأول حيث أنَّ 79% من السكان هم من الكاثوليك، ويتوزع كاثوليك البلاد على أربع مطرانيات أو مقاطعات كنسيَّة، ويرأس كل مطرانيَّة أسقف.
بحسب دراسة قامت مركز بيو للأبحاث عام 2014 يؤمن 99% من كاثوليك البلاد بالله، وقال 79% من كاثوليك البلاد أنَّ للدين أهميَّة ويؤمن حوالي 68% من الكاثوليك بحرفيَّة الكتاب المقدس. على المستوى الديني يُداوم 34% من الكاثوليك على حضور القداس على الأقل مرة في الأسبوع، ويُداوم حوالي 62% على الصلاة يومياً، ويقرأ حوالي 17% من البروتستانت الكتاب المقدس أسبوعيًا، ويصُوم 26% خلال فترات الصوم، ويُقدم حوالي 18% الصدقة أو العُشور، وقال حوالي 7% من البروتستانت أنهم يشتركون في قيادة مجلس الكنيسة أو مجموعات صلاة صغيرة أو التدريس في مدارس الأحد.

### البروتستانتية

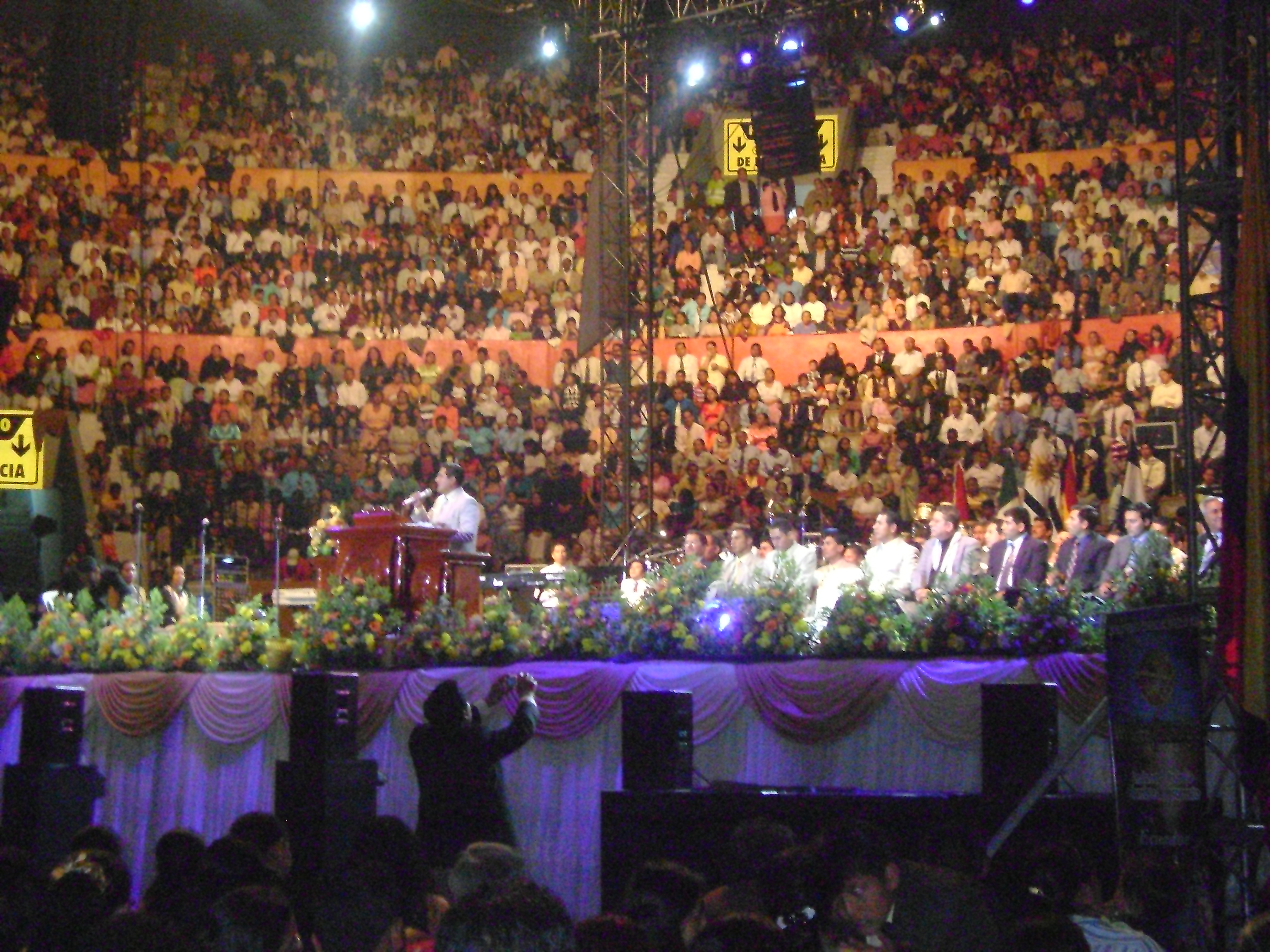
تجمع ديني إنجيلي في الإكوادور.

المذهب الخمسيني هو أكبر المذاهب البروتستانتية في البلاد. مع أكثر من 100,000 عضو في الإكوادور. تعتبر الكنيسة كنيسة تبشيرية ولديها كنائس وبعثات في البيرو، وتشيلي، وأوروغواي وفنزويلا، والسلفادور، وإسبانيا، وإيطاليا، وسويسرا، والسويد، وهولندا وإسرائيل وغيرها من الدول. وقد وجدت دراسة قامت بها مركز بيو للأبحاث عام 2014 حول الديانة في أمريكا اللاتينية أن حوالي 12% سكان الإكوادور من البروتستانت؛ ويشكل الخمسينيين حوالي 55% من مجمل المذاهب البروتستانتية.
وجدت دراسة قامت بها مركز بيو للأبحاث عام 2014 أن البروتستانت هي المجموعات الدينية التي تملك أعلى معدلات حضور وانتظام للطقوس الدينية مع وجود أغلبية من الملتزمين دينيًا. عمومًا يعتبر البروتستانت الإنجيليين أكثر تدينًا من الكاثوليك؛ بحسب دراسة قامت مركز بيو للأبحاث عام 2014 يؤمن 99% من بروتستانت البلاد بالله، وقال 82% من بروتستانت البلاد أنَّ للدين أهميَّة ويؤمن حوالي 85% من الكاثوليك بحرفيَّة الكتاب المقدس. على المستوى الديني يُداوم 67% من الكاثوليك على حضور القداس على الأقل مرة في الأسبوع، ويُداوم حوالي 81% على الصلاة يومياً، ويقرأ حوالي 51% من البروتستانت الكتاب المقدس أسبوعيًا، ويصُوم 56% خلال فترات الصوم، ويُقدم حوالي 64% الصدقة أو العُشور، وقال حوالي 32% من البروتستانت أنهم يشتركون في قيادة مجلس الكنيسة أو مجموعات صلاة صغيرة أو التدريس في مدارس الأحد.
أدى الوجود الضعيف نسبيًا للكنيسة الرومانية الكاثوليكية في الريف وفي المستوطنات العشوائية، إلى جانب الممارسة الاسمية التوفيقية لمعظم الكاثوليك، إلى خلق أرضية خصبة للنشاط التبشيري البروتستانتي الإنجيلي والخمسيني. على الرغم من أن الجماعات البروتستانتية كانت نشطة في الإكوادور منذ بداية القرن العشرين، إلا أن مستويات كبيرة من التحول لم تحدث حتى أواخر الستينيات من القرن العشرين. وبحلول أواخر سبعينيات القرن العشرين، أفادت منظمات بروتستانتية أنه حوالي 20,000 من الهنود من سييرا في مقاطعة تشيمبورازو وحدها اعتقوا البروتستانتية. وقامت الجمعيات البروتستانية في ترجمة الكتاب المقدس إلى اللغات المحلية. الوتيرة الهائلة للتحول - قدر بعض المراقبين أن الإنجيليين والخمسينيين بلغوا 40 في المائة من السكان في مقاطعة تشيمبورازو في أواخر الثمانينيات من القرن العشرين- وأثرت على العلاقات الاجتماعية في المناطق الريفية. كان التغيير في الانتماء الديني قطيعة كبيرة مع التقاليد والروابط الاجتماعية السابقة للفرد، مما أدى إلى إبعاده بشكل فعال عن المشاركة في المهرجانات - وهو محور تركيز رئيسي في كثير من حياة المجتمع. وجدت العائلات والعائلات الممتدة الانفصال عن بقية المجتمع أسهل في صحبة زملائهم المتحولين. استبدلت البروتستانتية أنماط المعاملة بالمثل التي تميز العلاقات الاجتماعية للفلاحين بشبكة من المشاركة والدعم بين الرفقاء المؤمنين. امتد نظام الدعم هذا إلى المهاجرين؛ سعى المتحولون إلى البروتستانتية والذين غادروا إلى المدينة أو الساحل إلى إخوانهم في المذهب البروتستانتي للمساعدة في العثور على سكن وعمل حتى عندما كان الكاثوليك يتطلعون إلى رفاقهم.

### كنيسة يسوع المسيح لقديسي الأيام الأخيرة
وصل المبشرين المورمون الأوائل إلى الإكوادور في عام 1965. وفي 1 أغسطس من عام 1999، بني المعبد الأول في الإكوادور وهو معبد غواياكيل. ازاد أعداد أتباع كنيسة يسوع المسيح لقديسي الأيام الأخيرة في الإكوادور بشكل ملحوظ في السنوات الأخيرة. في عام 2008 ذكرت صحيفة تابعة كنيسة يسوع المسيح لقديسي الأيام الأخيرة عن وجود 185,663 عضو في الإكوادور.

## معرض الصور

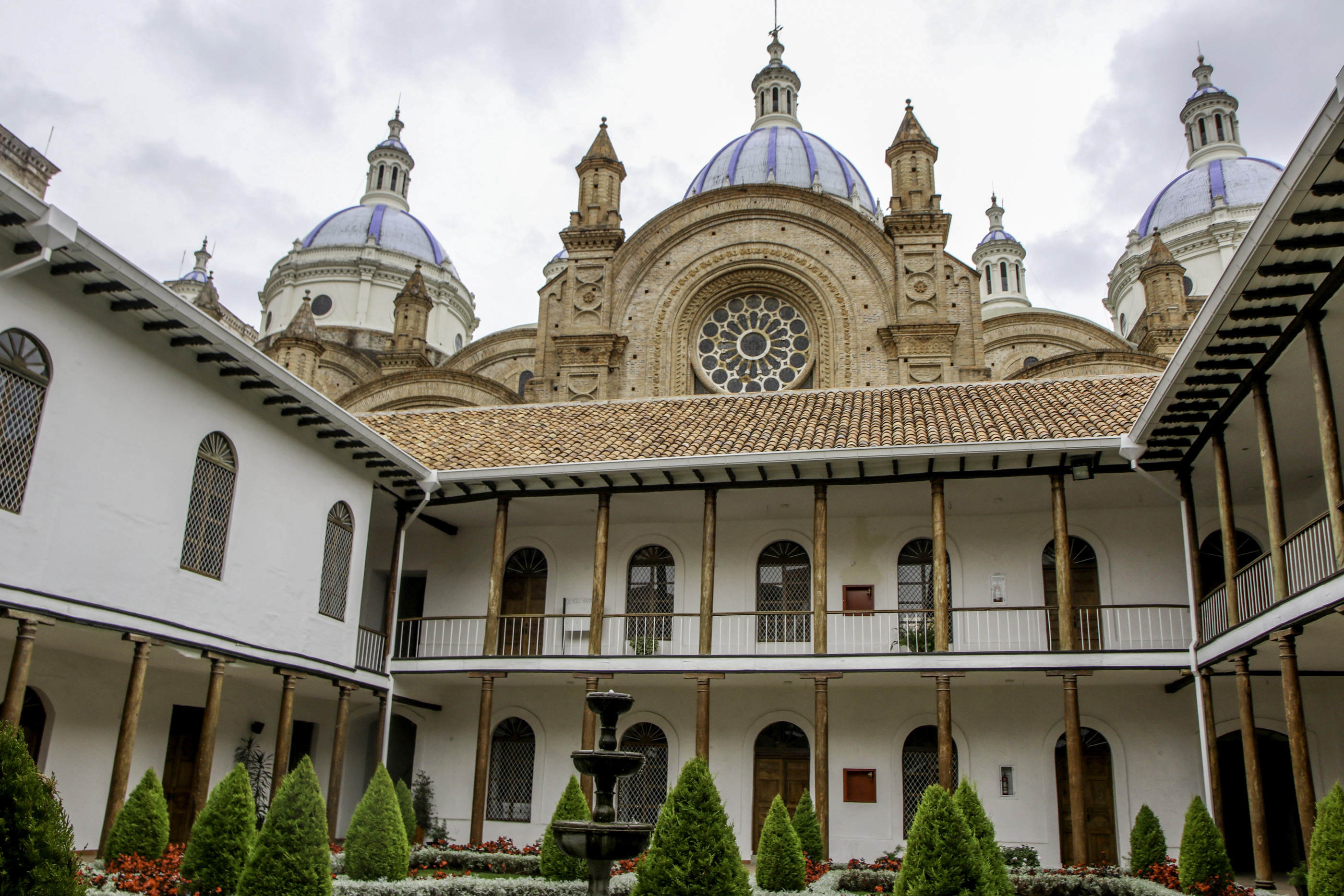
كاتدرائية دي لا إنيمّكولاتا كونسيبسيون في مدينة كوينكا.
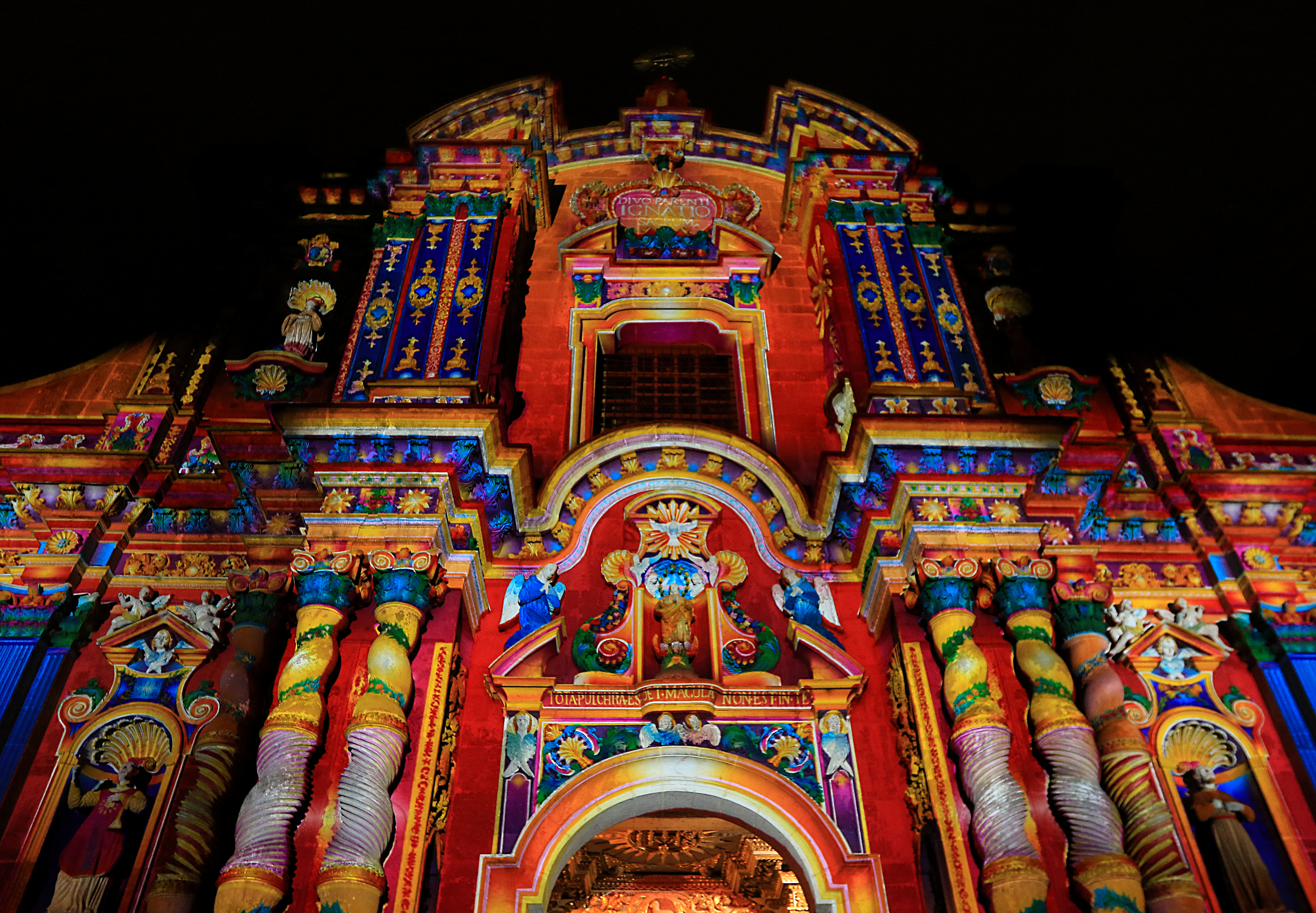
كنيسة دي لا كومبانيا اليسوعية
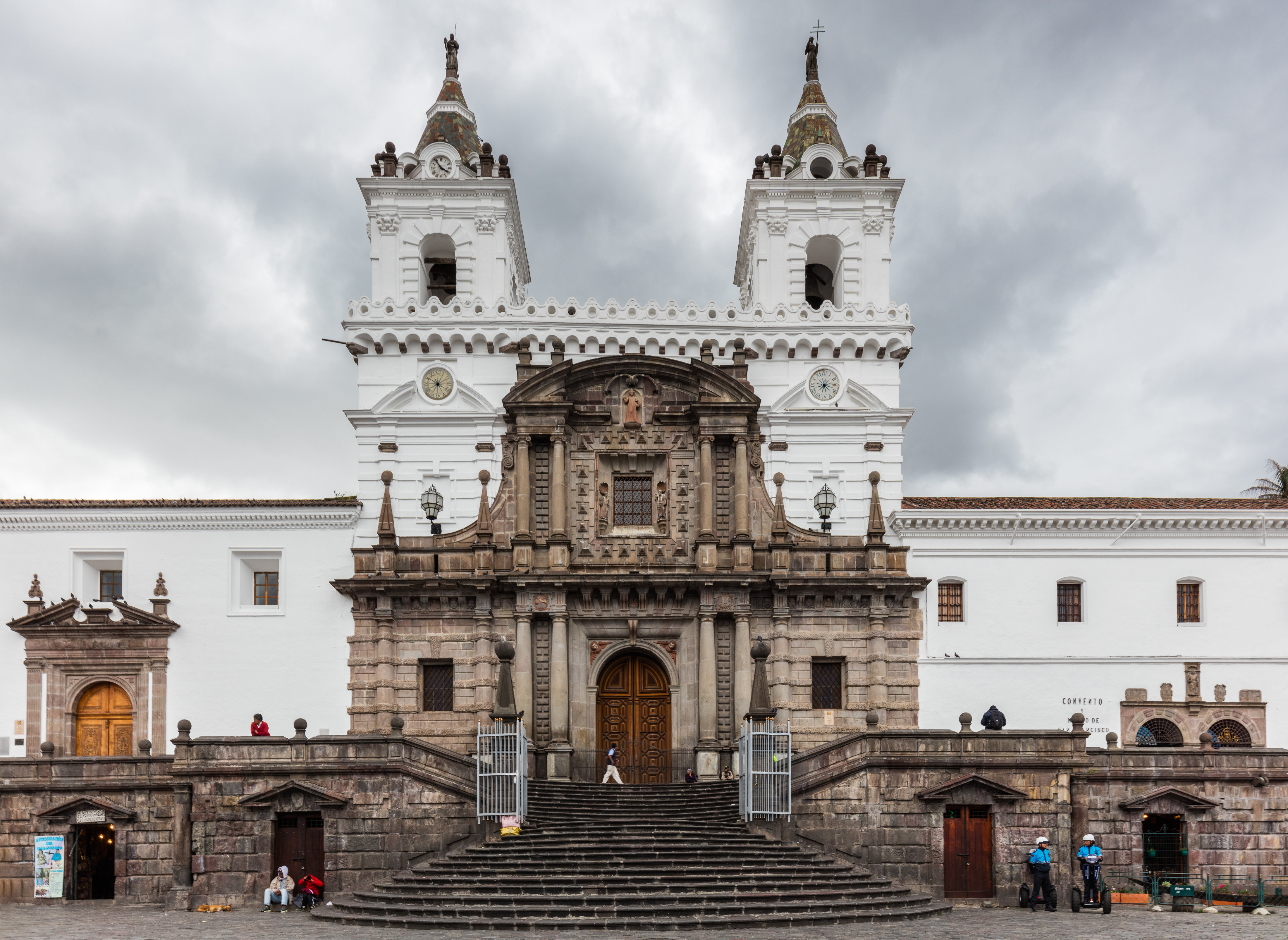
كنيسة القديس فرنسيس في مدينة كيتو
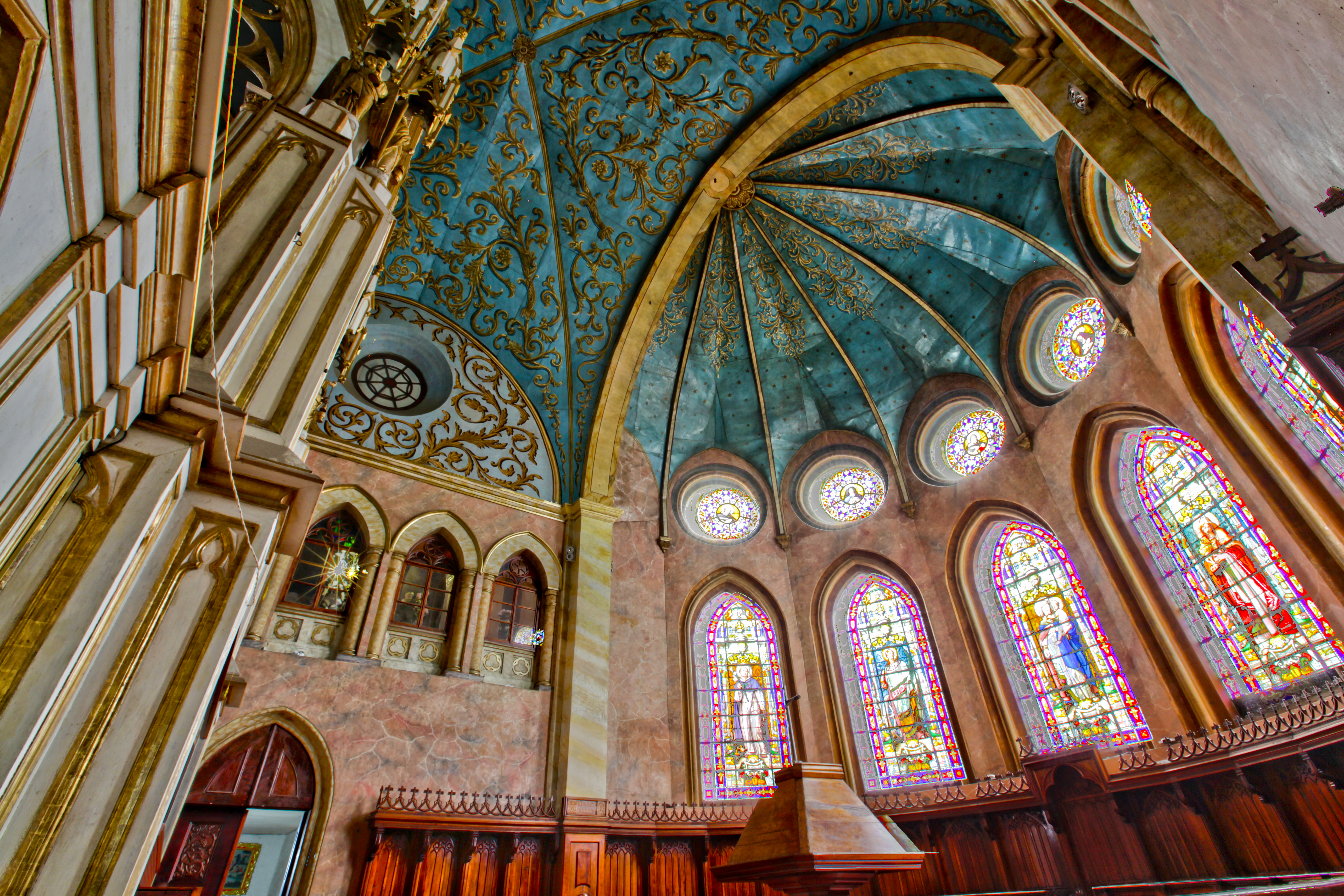
دير القديس أوغسطين في كيتو
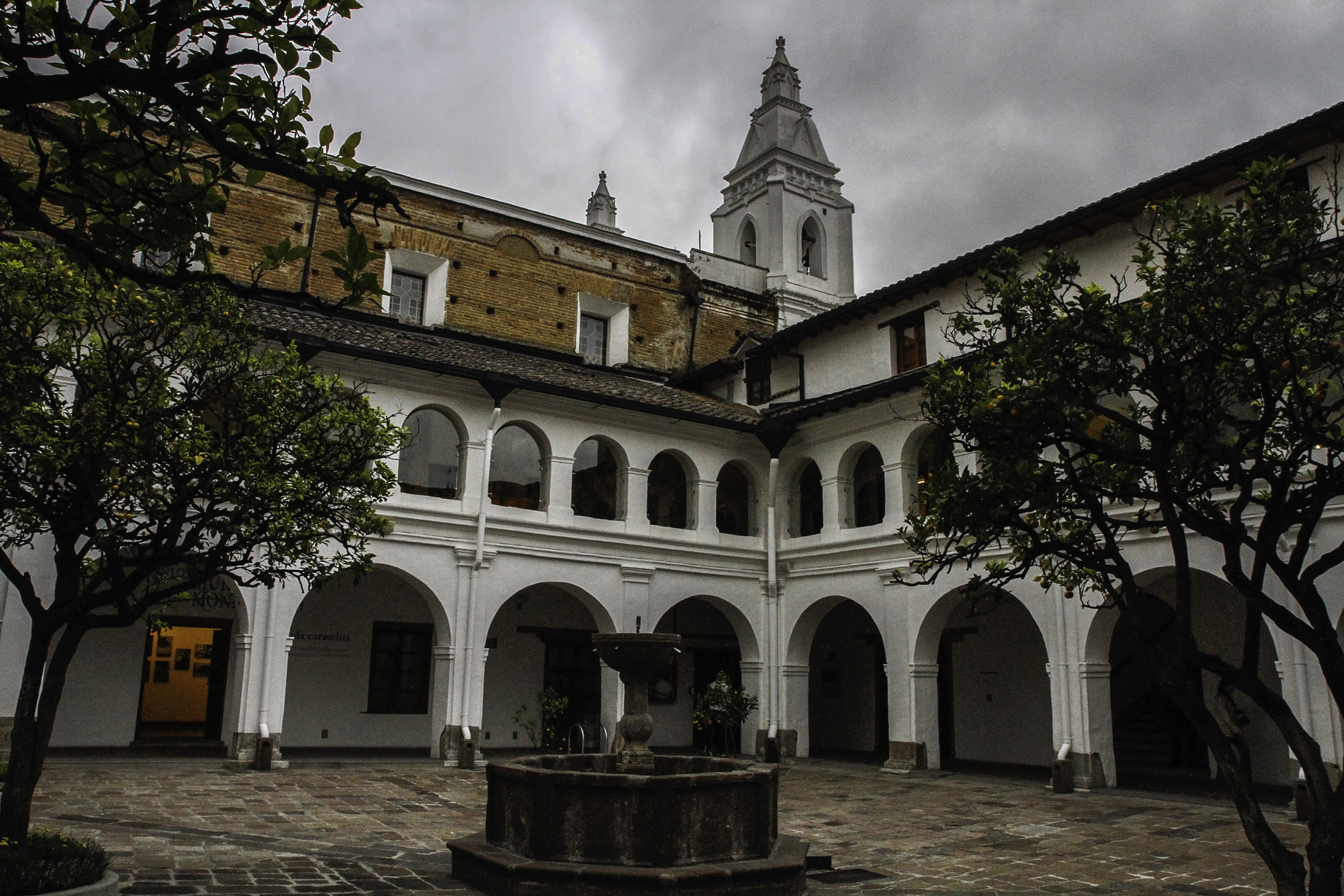
كنيسة إيل كارمين في كيتو القديمة